# Jim Jeffords (Rennfahrer)

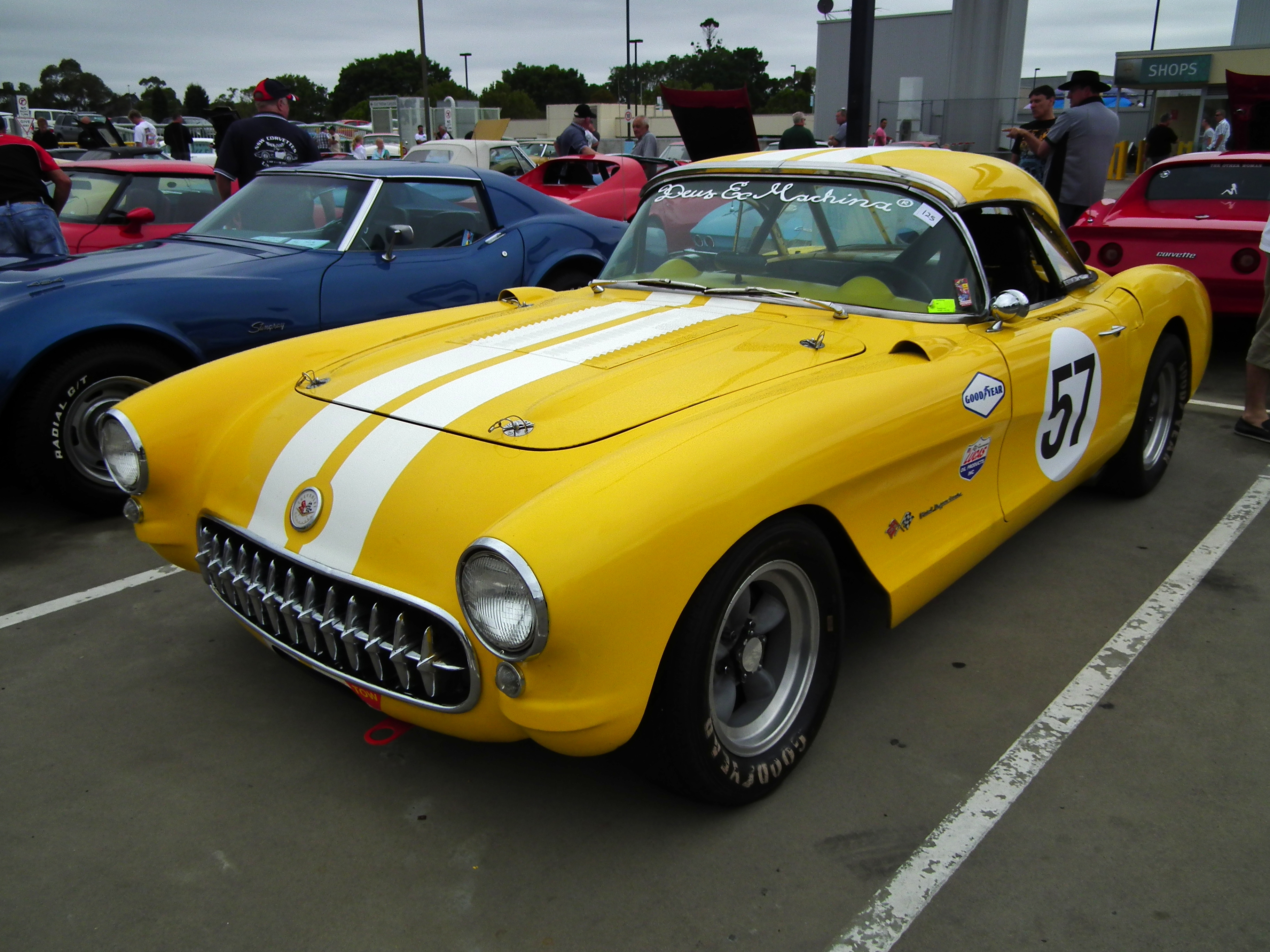
Chevrolet Corvette C1 Roadstar, Baujahr 1957

James Wellman „Jim“ Jeffords (* 6. Dezember 1926 in Brookfield; † 6. März 2014 in Palm Desert) war ein US-amerikanischer Autorennfahrer.

## Karriere im Motorsport
Als Jim Jeffords 1954 mit dem Motorsport begann, war er bereits Vater von vier Söhnen. Seine ersten Rennen bestritt er auf einem Jaguar XK 140, mit dem er 1955 einige zweite Plätze bei nationalen Sportwagenrennen in den USA einfuhr.
1956 kam Jeffords in Kontakt mit Ed Cole, der im selben Jahr zum General Manager von General Motors bestellt wurde. Jeffords erfuhr dabei von den Plänen, mit Rennmodellen der Corvette C1 ein Chevrolet-Werksteam aufzubauen. Jeffords bemühte sich sehr um einen Werksvertrag, wurde er aber wegen seiner mangelnden Rennerfahrung vorerst nicht berücksichtigt. Die Wende kam bei einer Rennveranstaltung am Memorial-Day-Wochenende 1956 im Wisconsin State Fair Park. Jeffords fuhr seinen Jaguar XK 140 und gewann das Rennen mit einem Vorsprung von einer Runde auf die Chevrolet-Werksfahrer Dick Thompson und Fred Windridge. Am nächsten Tag, einem Sonntag, fuhr er dann erstmals einen Werkswagen. Mit der Chevrolet Corvette Spezial – John Fitch und Walt Hansgen wurden mit dem Wagen Gesamtneunte beim 12-Stunden-Rennen von Sebring – erreichte er den vierten Endrang.
Ab 1957 war Jeffords bis Anfang der 1960er-Jahre Mitglied der Chevrolet-Werksmannschaft, obwohl er – in der damaligen Zeit üblich – immer wieder für andere Rennteams und Teameigner an den Start ging. 1958 fuhr im nordamerikanischen Sportwagensport von Sieg zu Sieg und steuerte die Chevrolet Corvette SR-2 gemeinsam mit Augie Pabst beim 958. 
1960 kam er als Fahrer von Lucky Casner und dessen Camoradi Racing auch nach Europa und fuhr einen Maserati Tipo 61 auch beim 24-Stunden-Rennen von Le Mans. Bis zum Ende seiner Karriere gewann er bei 81 Rennstarts 24 Rennen. Im Winter 1960/1961 erkrankte Jeffords schwer und musste nach einer neun Monate dauernden Behandlung seine Fahrerkarriere beenden. 1968 kehrte er als Teammanager in den Sportwagensport zurück und leitete das AMC Javelin Trans Am Team, mit den Fahrern Peter Revson und George Follmer.
Jeffords war bis Ende seines Lebens im Verwaltungsvorstand der Rennstrecke Road America und Mitglied der National Corvette Hall of Fame.

## Statistik

### Le-Mans-Ergebnisse
| Jahr | Team         | Fahrzeug         | Teamkollege  | Platzierung | Ausfallgrund |
| ---- | ------------ | ---------------- | ------------ | ----------- | ------------ |
| 1960 | Camoradi USA | Maserati Tipo 61 | Lloyd Casner | Ausfall     | Defekt       |

### Sebring-Ergebnisse
| Jahr | Team               | Fahrzeug                | Teamkollege  | Teamkollege    | Platzierung | Ausfallgrund |
| ---- | ------------------ | ----------------------- | ------------ | -------------- | ----------- | ------------ |
| 1957 | Lindsay Hopkins    | Chevrolet Corvette      | John Kilborn | Dale Duncan    | Rang 15     |              |
| 1958 | Jim Jeffords       | Chevrolet Corvette SR-2 | Augie Pabst  |                | Ausfall     | Vorderachse  |
| 1959 | George F. Schrafft | Fiat-Abarth 750 Monza   | Bob Kuhn     |                | Rang 30     |              |
| 1960 | Camoradi USA       | Chevrolet Corvette      | Fred Gamble  | Bill Wuesthoff | Rang 26     |              |

### Einzelergebnisse in der Sportwagen-Weltmeisterschaft
| Saison | Team                      | Rennwagen                           | 1   | 2   | 3   | 4   | 5   | 6   | 7   |
| ------ | ------------------------- | ----------------------------------- | --- | --- | --- | --- | --- | --- | --- |
| 1957   | Lindsay Hopkins Chevrolet | Chevrolet Corvette                  | BUA | SEB | MIM | NÜR | LEM | KRI | CAR |
| 1957   | Lindsay Hopkins Chevrolet | Chevrolet Corvette                  |     | 15  |     |     |     |     | DNF |
| 1958   | Jim Jeffords              | Chevrolet Corvette SR-2             | BUA | SEB | TAR | NÜR | LEM | RTT |     |
| 1958   | Jim Jeffords              | Chevrolet Corvette SR-2             | DNF |     |     |     |     |     |     |
| 1959   | George Schrafft           | Fiat-Abarth 750                     | SEB | TAR | NÜR | LEM | RTT |     |     |
| 1959   | George Schrafft           | Fiat-Abarth 750                     | 30  |     |     |     |     |     |     |
| 1960   | Camoradi Racing           | Chevrolet Corvette Maserati Tipo 61 | BUA | SEB | TAR | NÜR | LEM |     |     |
| 1960   | Camoradi Racing           | Chevrolet Corvette Maserati Tipo 61 |     | 26  |     |     | DNF |     |     |